# Guilherme III de Inglaterra
Guilherme III & II (Haia, 4 de novembro de 1650 – Londres, 8 de março de 1702) foi Príncipe de Orange e estatuder da Holanda, Zelândia, Utreque, Guéldria e Overissel da República dos Países Baixos como Guilherme III de 1672 até sua morte, e também Rei da Inglaterra e Irlanda como Guilherme III e Rei da Escócia como Guilherme II a partir de 1689. Ele herdou ao nascer o Principado de Orange de seu pai Guilherme II, que havia morrido duas semanas antes. Sua mãe Maria, Princesa Real, era a filha do rei Carlos I da Inglaterra. Guilherme se casou em 1677 com sua prima Maria, filha de Jaime, Duque de Iorque, e sobrinha do rei Carlos II.
Guilherme participou de várias guerras contra o poderoso rei católico Luís XIV de França em colisão com potências europeias protestantes e católicas. Vários protestantes o consideravam um defensor de sua fé. Jaime se tornou rei da Inglaterra, Escócia e Irlanda em 1685, porém seu catolicismo o deixou muito impopular com a maioria protestante britânica. Guilherme foi convidado a invadir a Inglaterra por um grupo influente de políticos e religiosos, evento que ficou conhecido como a "Revolução Gloriosa". Ele desembarcou em Brixham em novembro de 1688 e depôs Jaime, tornando-se soberano junto com Maria. Reinaram juntos como comonarcas até a morte dela em dezembro de 1694, depois do que Guilherme permaneceu como o único monarca.
Sua reputação como protestante permitiu que ele tomasse as coroas britânicas em um período que muitos temiam a volta do catolicismo. Sua vitória contra as forças de Jaime em 1690, na Batalha do Boyne, cimentou sua posição como rei. Seu reinado marcou uma transição entre os governos absolutistas dos Stuart e os governos parlamentares da Casa de Hanôver.

## Início de Vida

### Nascimento e família

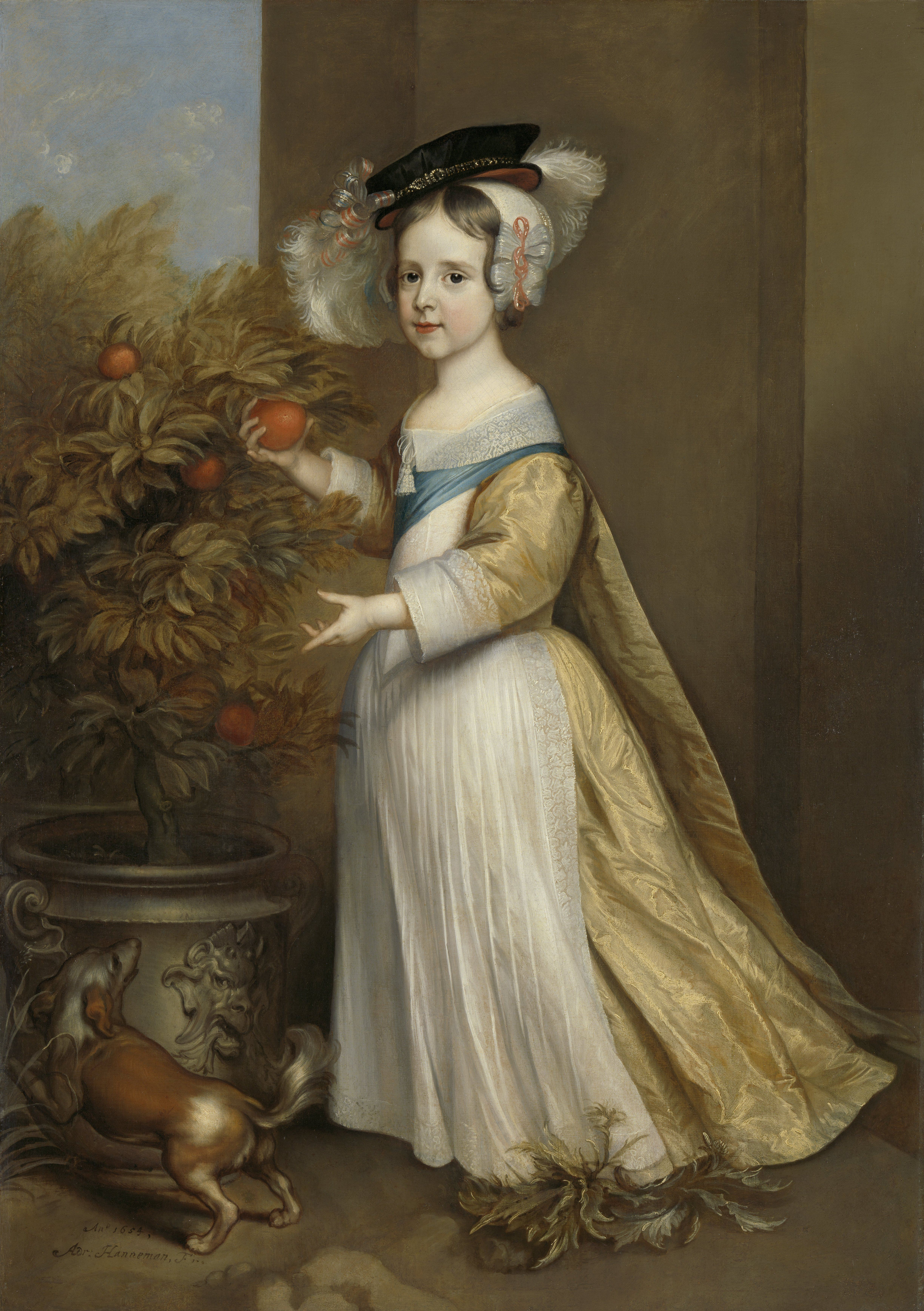
Guilherme em 1654 por Adriaen Hanneman. No Rijksmuseum.

Guilherme Henrique nasceu em Haia, República das Sete Províncias Unidas dos Países Baixos, no dia 4 de novembro de 1650. Foi o único filho do estatuder Guilherme II, Príncipe de Orange, e sua esposa Maria, Princesa Real, que era a filha mais velha do rei Carlos I de Inglaterra e irmã de Carlos II e Jaime, Duque de Iorque.
Seu pai estava doente e morreu de varíola dois dias depois de seu nascimento, fazendo de Guilherme quase imediatamente Príncipe de Orange. Surgiu um conflito entre Maria e Amália de Solms-Braunfels, mãe de Guilherme II, sobre qual deveria ser o nome do bebê. Maria queria nomeá-lo Carlos em homenagem ao irmão, porém sua sogra insistiu em nomeá-lo Guilherme para aumentar suas chances de tornar-se estatuder. Guilherme II havia nomeado em seu testamento a esposa como guardiã, porém o documento nunca foi assinado e tornou-se nulo. A suprema corte da Holanda e da Zelândia julgou que guarda da criança fosse divida entre Maria, Amália e Frederico Guilherme, Eleitor de Brandemburgo, cuja esposa Luísa Henriqueta de Orange-Nassau era a irmã mais velha de seu pai.

### Infância e educação
Maria mostrou pouco interesse na educação do filho, muitas vezes ficando ausente por anos, deliberadamente distante da sociedade holandesa. A educação de Guilherme ficou inicialmente a cargo de várias governantas holandesas, algumas de descendência inglesa, incluindo Walburg Howard e a nobre escocesa Anna Mackenzie. O príncipe recebeu a partir de abril de 1656 aulas diárias de igreja reformada do pregador calvinista Cornelis Trigland, um seguidor do teologista contra-remonstrante Gijsbert Voet. A educação ideal para Guilherme foi descrita em Discours sur la Nourriture de S. H. Monseigneur le Prince d'Orange, uma pequena dissertação possivelmente escrita por seu tutor Constantijn Huygens. Nessas aulas ele aprendia que estava predestinado a se tornar um instrumento da Divina Providência, cumprindo o destino da Casa de Orange-Nassau.
Guilherme passou sete anos a partir de 1659 na Universidade de Leida para educação formal sob a orientação do professor de ética Hendrik Bornius, apesar de nunca ter sido oficialmente matriculado como aluno. Ele tinha um pequeno séquito enquanto morava no Prinsenhof na cidade de Delft, incluindo Willem Bentinck e seu novo governador Frederico Nassau de Zuylestein, que era seu tio paterno como filho ilegítimo de seu avô Frederico Henrique, Príncipe de Orange. Ele aprendeu francês com Samuel Chappuzeau, que foi dispensado por Amália após a morte de Maria.

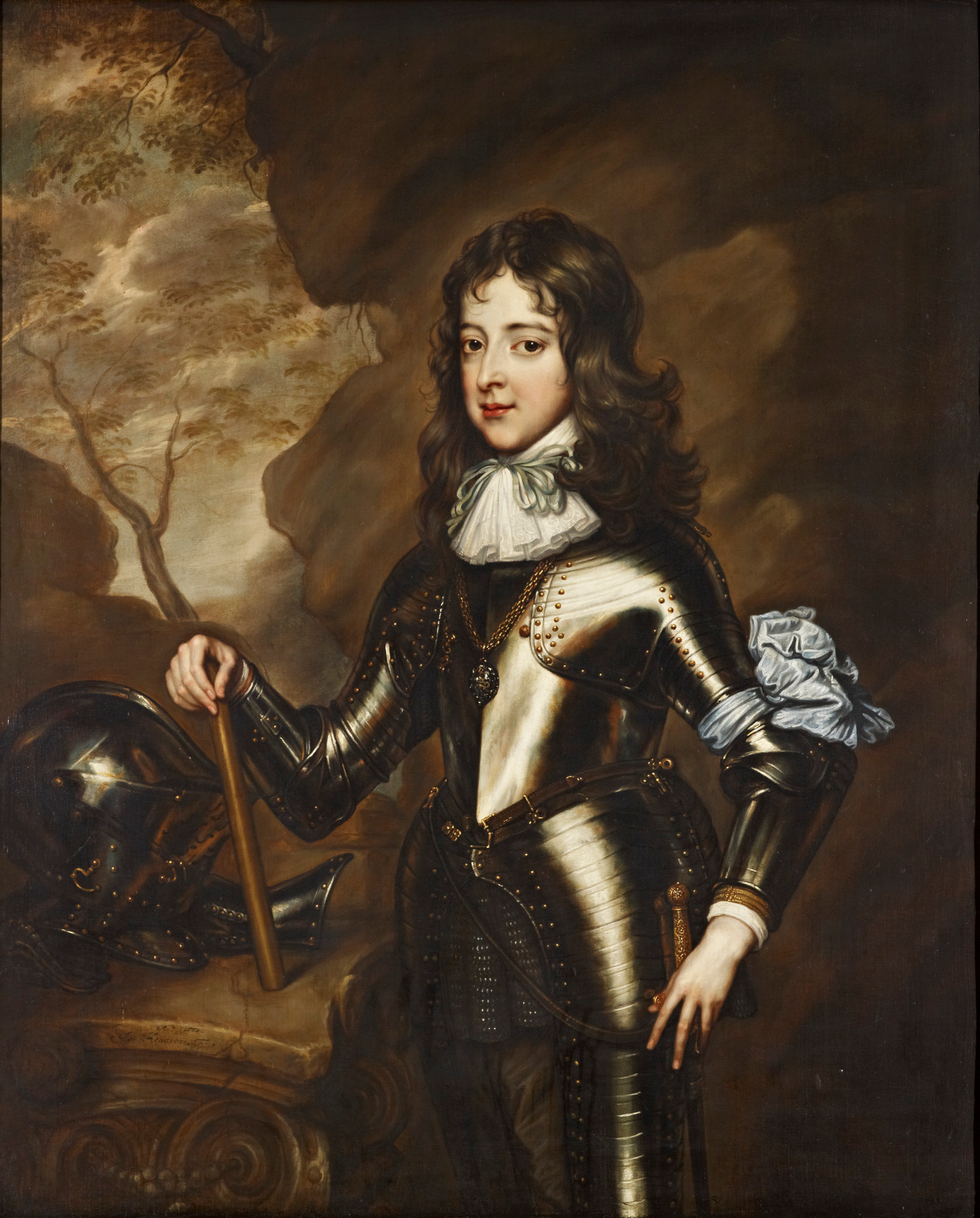
Guilherme em 1664 por Adriaen Hanneman. Na Royal Collection.

Johan de Witt e seu tio Cornelis de Graeff defendiam que os Estados da Holanda assumissem a educação de Guilherme. A intenção era garantir que ele adquirisse as habilidades para servir em uma futura posição de estado, mesmo que ainda indeterminada; os Estados agiram em 25 de setembro de 1660. Esse primeiro envolvimento das autoridades não durou muito. Maria morreu de varíola em 23 de dezembro do mesmo ano no Palácio de Whitehall enquanto estava em Londres para visitar seu irmão Carlos II. Em seu testamento ela pedia que Carlos cuidasse dos interesses do filho, e o rei exigiu que os Estados parassem de interferir. Eles aceitaram em 30 de setembro de 1661 para acalmar Carlos. Frederico Nassau passou a trabalhar para o rei no mesmo ano. Ele fez Guilherme escrever cartas ao tio pedindo ajuda para tornar-se estatuder algum dia. Sua educação e guarda tornaram-se pontos de disputas depois da morte de Maria entre seus apoiadores dinásticos e os apoiadores de um Países Baixos mais republicano.
As autoridades holandesas se esforçaram muito para ignorar essas intrigas, porém uma das condições de paz de Carlos após a Segunda Guerra Anglo-Holandesa era a melhora na posição de seu sobrinho. Como contramedida, os Estados da Holanda oficialmente fizeram de Guilherme  um protegido do governo quando ele completou dezesseis anos, chamado "Filho do Estado". Todos os cortesãos pró-ingleses, incluindo Frederico Nassau, foram retirados da companhia do príncipe. Guilherme implorou para de Witt permitir que seu tio permanecesse, porém ele recusou. De Witt era o principal político da república e assumiu ele mesmo a educação de Guilherme, instruindo-o semanalmente sobre assuntos de estado e jogando regularmente partidas de Jogo de palma.

## Primeiros cargos

### Exclusão como estatuder

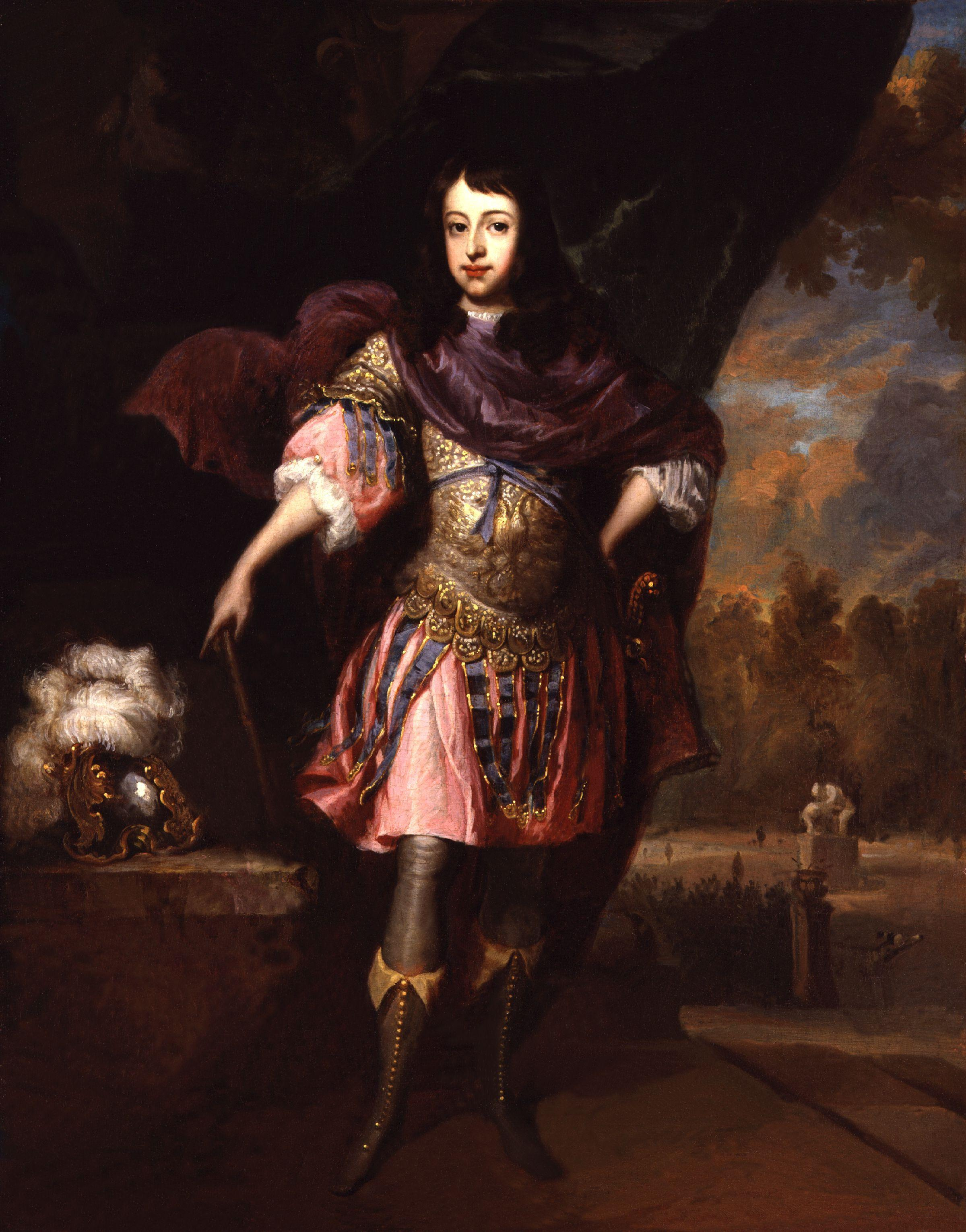
Guilherme c. 1668 por Jan de Baen. Na National Portrait Gallery.

A maioria das províncias haviam deixado vago o cargo de estatuder após a morte de Guilherme II. O Tratado de Westminster que havia encerrado a Primeira Guerra Anglo-Holandesa tinha um anexo secreto colocado por ordem de Oliver Cromwell: ele exigia o Decreto de Seclusão, que proibia a província da Holanda de nomear um membro da Casa de Orange como novo estatuder. O decreto, que não permaneceu em segredo por muito tempo, foi declarado inválido depois da Restauração Inglesa já que a Comunidade da Inglaterra, que havia assinado o tratado, não existia mais. Maria e Amália haviam tentando persuadir os Estados provinciais em 1660 a designar Guilherme como o futuro estatuder, porém todos acabaram se recusando.
Enquanto Guilherme aproximava-se dos dezoito anos de idade em 1667, o partido orangista tentou novamente colocá-lo no poder ao assegurar os cargos de estatuder e capitão-general. De Witt, líder do partido dos Estados, permitiu que o pensionário Gaspar Fagel de Haarlem induzisse os Estados da Holanda a emitir o Édito Perpétuo para impedir a restauração da influência da Casa de Orange-Nassau. O édito declarava que o capitão-general ou o almirante-general dos Países Baixos não poderia servir também como estatuder de nenhuma província. Os apoiadores de Guilherme mesmo assim procuraram meios para melhorar seu prestígio e os Estados da Zelândia acabaram aceitando-o em 19 de setembro de 1668 como "Primeiro Nobre". Ele escapou dos tutores de estado e viajou secretamente até Midelburgo para poder receber a honra. Amália permitiu um mês depois que Guilherme administrasse sua própria criadagem e declarou que ele era maior de idade.
A província da Holanda, o centro do anti-orangismo, aboliu o cargo de estatuder e outras quatro províncias fizeram o mesmo em março de 1670, estabelecendo a chamada "Harmonia". De Witt exigiu que todos os membros do conselho da Holanda fizessem um juramento para manter o Édito; apenas um se recusou. Guilherme viu isso como uma derrota, mas na realidade esse arranjo foi um acordo: de Witt preferia ignorar completamente o príncipe, porém naquele momento estava implícita sua subida para supremo comandante do exército. Ele ainda permitiu que o príncipe entrasse no Conselho de Estado, então o órgão administrador do orçamento de defesa. Guilherme foi admitido no conselho em 31 de maio de 1670 com total poder de voto, apesar das tentativas de de Witt de limitá-lo a um conselheiro.

### Conflito com republicanos
Guilherme conseguiu permissão em novembro de 1670 para viajar a Inglaterra e cobrar de Carlos o pagamento de uma dívida de 2 797 859 florins que a Casa de Stuart devia a Casa de Orange-Nassau. O rei não foi capaz de pagar, porém o príncipe concordou em reduzir a dívida para 1,8 milhões. Carlos descobriu que seu sobrinho era um calvinista fervoroso e um patriota holandês, reconsiderando seu desejo de revelar o Tratado Secreto de Dover com a França, que tinha a intenção de destruir a República dos Países Baixos e colocar Guilherme como o "soberano" de um estado holandês diminuído. Além de suas visões políticas diferentes, Guilherme descobriu que os estilos de vida de seus tios Carlos e Jaime, Duque de Iorque, também diferiam do seu, com os dois mais preocupados com bebidas, jogos e amantes.
A segurança da república piorou rapidamente no ano seguinte quando um ataque anglo-francês tornou-se iminente. Em resposta a ameaça, os Estados da Guéldria queriam que Guilherme fosse nomeado capitão-general do exército holandês o mais rápido possível, mesmo sendo jovem e inexperiente. Os Estados de Utreque confirmaram o príncipe na posição em 15 de dezembro de 1671. Os Estados da Holanda fizeram uma contraproposta em 19 de janeiro de 1672: nomear Guilherme por apenas uma única campanha. Ele recusou e um acordo foi alcançado em 25 de fevereiro: uma nomeação pelos Estados Gerais dos Países Baixos por um verão, seguida por uma nomeação permanente após seu aniversário de 22 anos. Enquanto isso, Guilherme escreveu em janeiro uma carta a Carlos pedindo que seu tio explorasse a situação ao pressionar aos Estados para nomeá-lo como estatuder. Em troca, ele aliaria a república com a Inglaterra e serviria aos interesses do rei o quanto sua "honra e lealdade a este estado" permitirem. Carlos não fez nada e continuou a preparar seus planos de guerra com os franceses.

## Estatuder

### 1672: "Ano do Desastre"

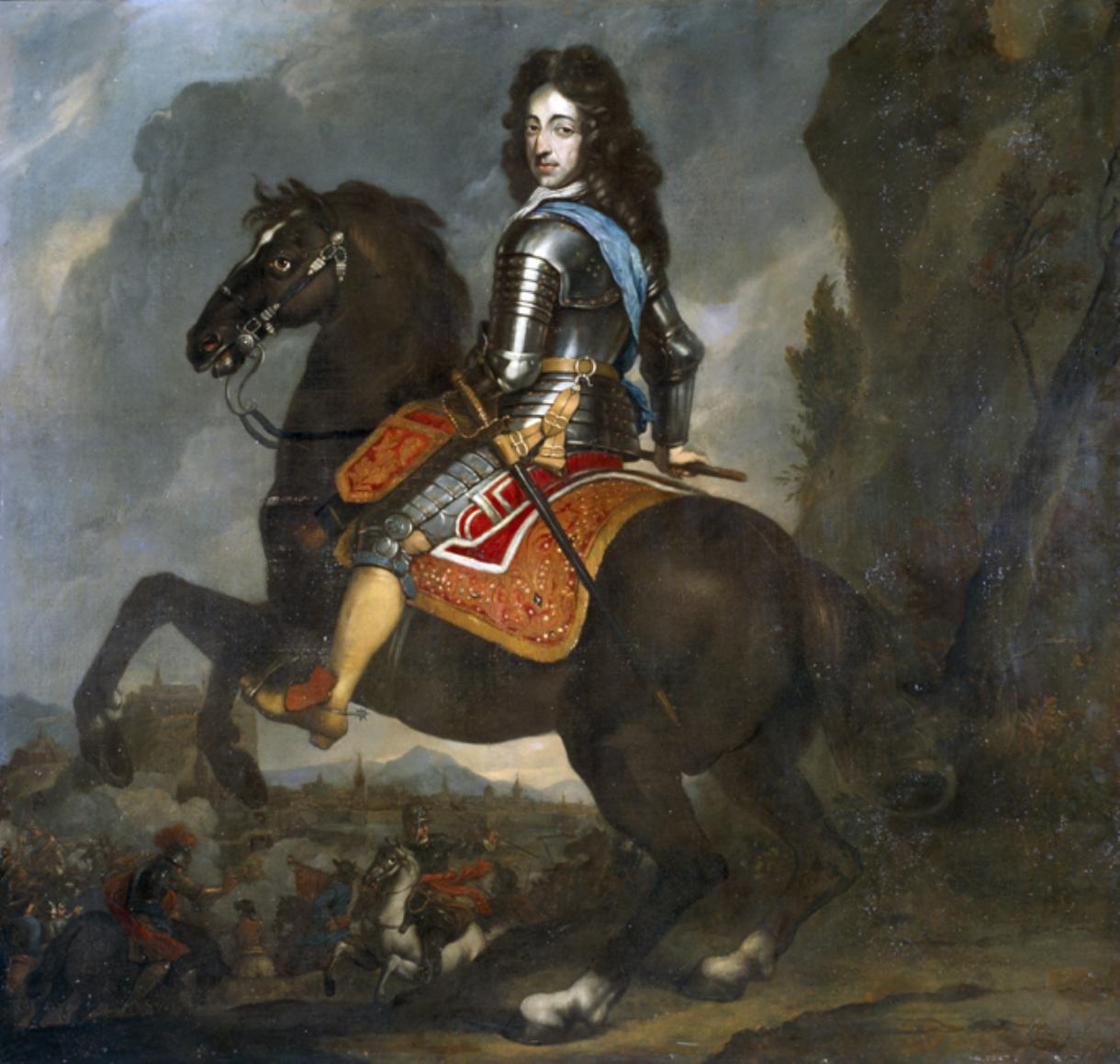
Guilherme a cavalo c. 1672 por Johannes Voorhout. No Museu Groninger.

O ano de 1672 mostrou-se calamitoso para a República dos Países Baixos, ficando conhecido como o "Ano do Desastre" por causa da Guerra Franco-Holandesa e da Terceira Guerra Anglo-Holandesa em que os Países Baixos foram invadidos pela França, Inglaterra, Münster e Colônia. Apesar da frota anglo-francesa ter sido derrotada na Batalha de Solebay, o exército francês rapidamente tomou as províncias de Guéldria e Utreque. Guilherme recuou com o restante do exército para a Holanda em 14 de junho, onde os Estados haviam ordenado em 8 de junho a inundação da Linha D'Água Holandesa a fim de transformar a província em uma ilha. Acreditando que a guerra já estava ganha, o rei Luís XIV da França começou negociações para conseguir a maior quantia possível de dinheiro dos holandeses. A presença de um grande exército francês bem no coração da república causou pânico geral e o povo se voltou contra de Witt e seus aliados.
Os Estados da Holanda nomearam Guilherme como estatuder em 4 de julho e ele fez o juramento cinco dias depois. Henry Bennet, 1.º Conde de Arlington e enviado especial de Carlos, se encontrou com o príncipe no dia seguinte em Nieuwerbrug. Ele se ofereceu para fazer de Guilherme o Soberano Príncipe da Holanda em troca de sua capitulação – enquanto que um estatuder era um mero funcionário civil. Ele recusou e Bennet o ameaçou dizendo que seria testemunha do fim da existência da república. Guilherme deu sua famosa resposta: "Há um meio para evitar isso: morrer defendendo-a na última trincheira". As inundações foram completadas em 7 de julho e o avanço do exército francês foi bloqueado. A Zelândia ofereceu o cargo de estatuder a Guilherme em 16 de julho.
de Witt ficou incapaz de atuar como Grande Peticionário, o cargo político mais importante da república na época, depois de ter sido ferido em uma tentativa de assassinato em 21 de junho. Guilherme publicou em 15 de agosto uma carta de Carlos em que o rei inglês afirmava que tinha ido a guerra devido as agressões da facção de de Witt. O povo ficou incitado e de Witt e seu irmão Cornelis foram assassinados pela milícia orangista em Haia no dia 20 de agosto. Depois disso, Guilherme substituiu muitos dos regentes holandeses por seguidores seus.
Apesar de nunca ter sido provada a cumplicidade de Guilherme no linchamento (e historiadores holandeses do século XIX se esforçaram para refutar que ele era um acessório diante do fato), o príncipe frustrou tentativas de perseguição dos cabeças, até mesmo recompensando alguns, como Hendrik Verhoeff, com dinheiro e outros, como Johan van Banchem e Johan Kievit, com altos cargos políticos. Isso acabou danificando sua reputação.
Guilherme continuou a lutar contra os invasores ingleses e franceses, aliando-se com a Espanha e Brandemburgo. Ele levou seu exército até Maastricht em novembro para ameaçar as linhas de suprimentos franceses. A situação melhorou em 1673; apesar de Luís ter tomado Maastricht e o ataque de Guilherme contra Charleroi ter falhado, o tenente-almirante Michiel de Ruyter derrotou a frota anglo-francesa em três ocasiões, forçando Carlos a encerrar o envolvimento inglês com o Tratado de Westminster. A França lentamente passou a se retirar do território holandês (com exceção de Maastricht) enquanto fazia ganhos em outros lugares.
Fagel propôs que as províncias libertadas de Utreque, Guéldria e Overissel fossem tratadas como territórios conquistados como punição por terem se entregado rapidamente para os inimigos. Guilherme recusou-se a fazer isso, mas conseguiu uma ordem especial dos Estados Gerais para nomear novos representantes para os Estados dessas províncias. Seus seguidores nos Estados de Utreque o nomearam como estatuder hereditário em 26 de abril de 1674. Os Estados da Guéldria lhe ofereceram em 30 de janeiro de 1675 os títulos de Duque da Guéldria e Conde de Zutphen. As reações negativas da Zelândia e Amsterdão, onde os negócios caíram, fizeram com que Guilherme recusa-se tais honras; ao invés disso ele acabou sendo nomeado estatuder da Guéldria e Overissel.

### Casamento

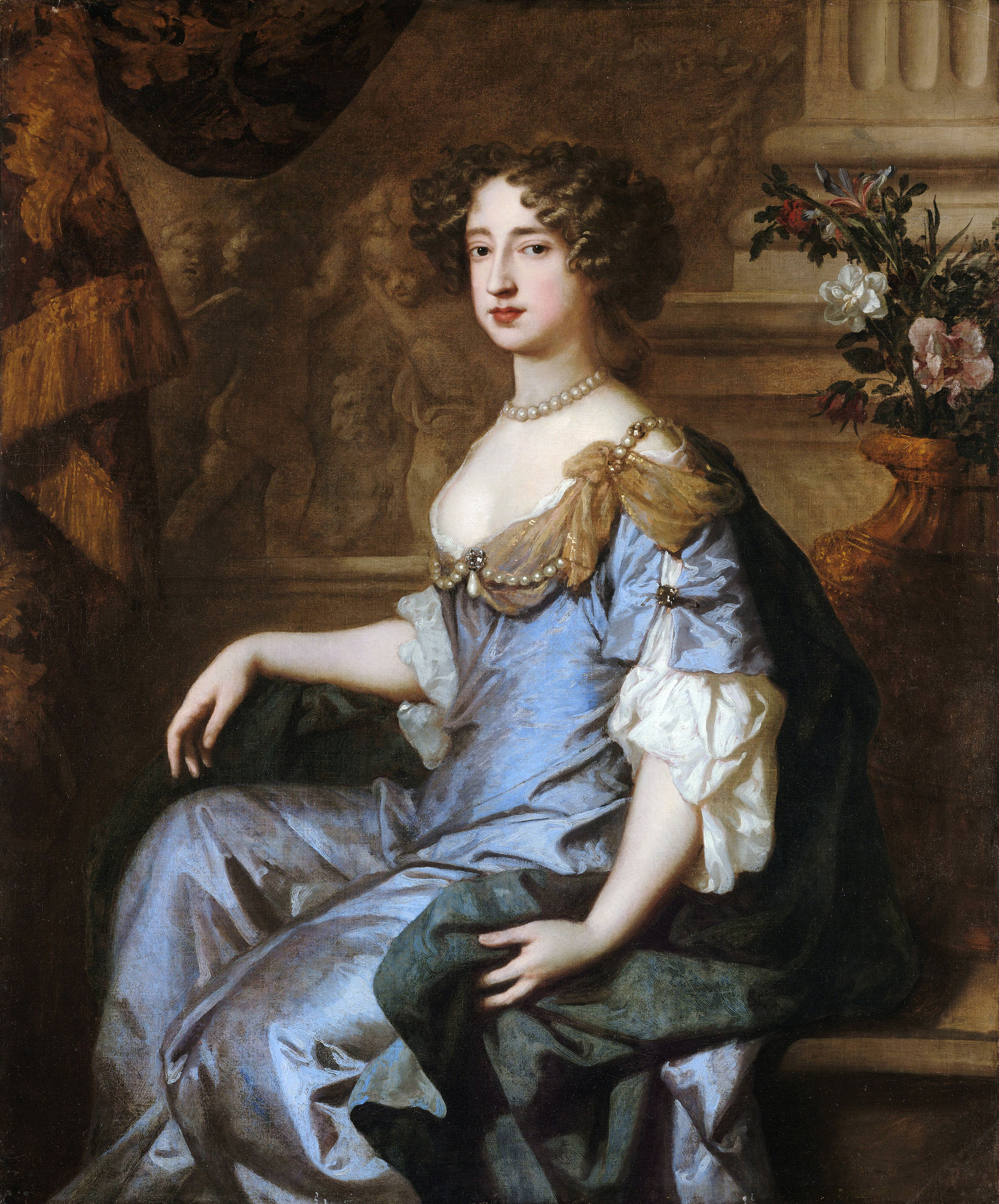
Maria em 1677 por Peter Lely. Na National Portrait Gallery.

Guilherme tentou melhorar sua posição durante a guerra contra a França se casando com sua prima direta Maria, a filha mais velha de Jaime, Duque de Iorque e Ana Hyde, onze anos mais nova. Apesar de ter antecipado resistência por parte dos mercadores de Amsterdão que não gostavam de sua mãe, também pertencente a Casa de Stuart, ele acreditava que ao se casar com a prima suas chances de herdar os reinos de Carlos aumentariam, distanciando o monarca inglês de suas políticas pró-francesas. Jaime não estava disposto a aceitar, porém Carlos pressionou o irmão para que ele concordasse. O rei queria usar a possibilidade de um casamento para ganhar vantagem nas negociações relacionadas a guerra, porém Guilherme insistiu que as duas questões fossem deixadas em separado. Carlos acabou cedendo e o bispo Henrique Compton casou os dois em 4 de novembro de 1677. Maria logo engravidou, porém teve um aborto. Ela teve uma doença em 1678 e nunca mais engravidou.
Ao contrário das muitas amantes que seus tios Carlos e Jaime abertamente mantinham, durante todo seu casamento Guilherme reconheceu apenas uma: Elizabeth Villiers. Ele terminou a relação depois da morte de Maria em 1694.

### Paz e intriga
Luís procurou a paz com a República dos Países Baixos em 1678. As tensões mesmo assim permaneceram altas: Guilherme continuou a suspeitar de Luís acreditando que o rei francês queria "Reinar Universalmente" sobre a Europa; Luís descreveu Guilherme como "meu inimigo mortal" e via o estatuder como um belicista detestável. A anexação francesa do sul dos Países Baixos e da Germânia, além da revogação em 1685 do Édito de Nantes, fizeram que vários refugiados huguenote fossem para a república. Isso fez com que Guilherme se juntasse a várias alianças anti-França, principalmente da Liga de Augsburgo em 1686, uma grande coalizão que incluía o Sacro Império Romano-Germânico, a Suécia, a Espanha e vários pequenos estados germânicos.

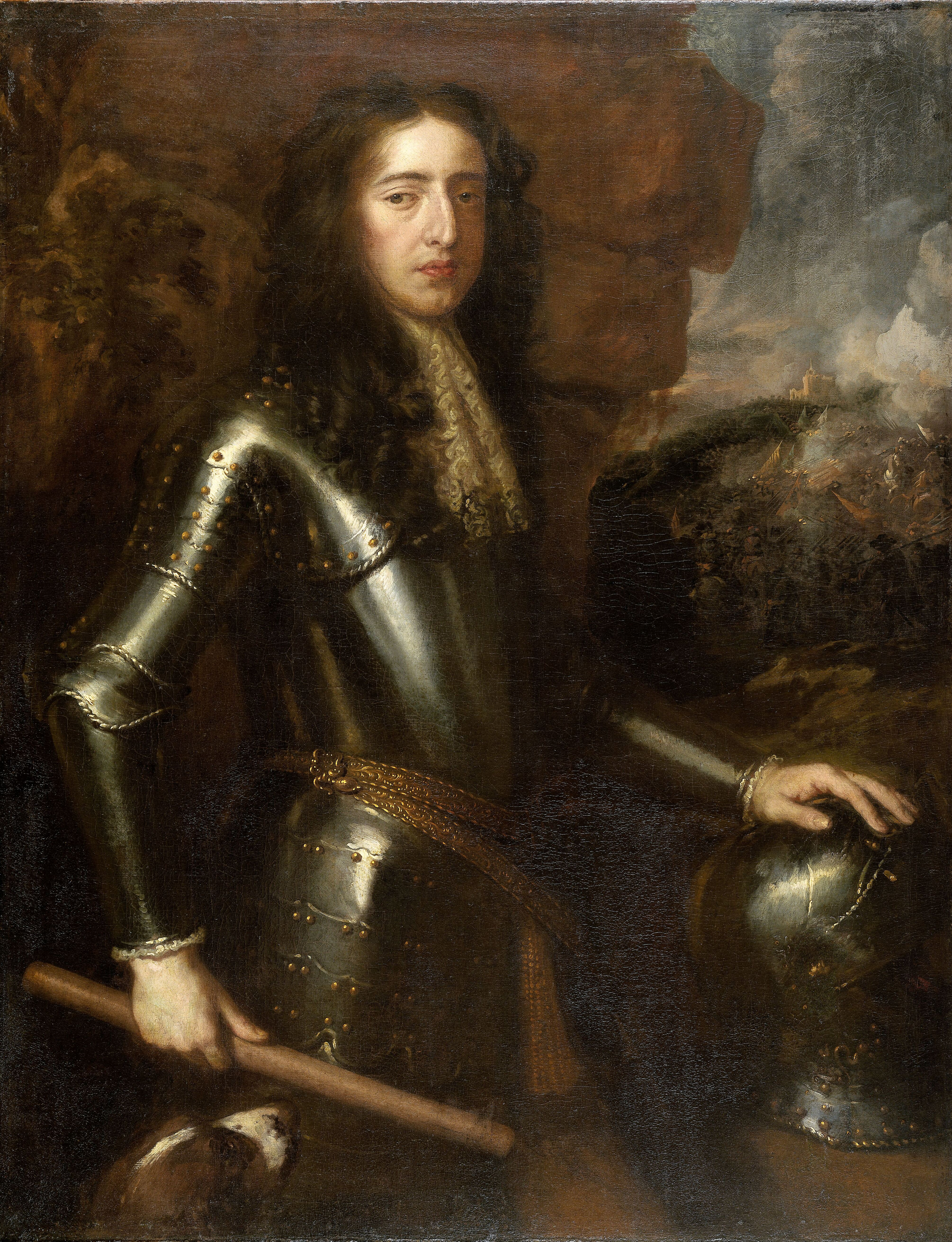
Guilherme c. 1680 por Willem Wissing. No Rijksmuseum.

Guilherme se tornou um forte candidato ao trono inglês depois de seu casamento caso seu sogro e tio Jaime fosse excluído da sucessão por ser católico. Durante a crise relacionada a Lei de Exclusão de 1680, Carlos convidou Guilherme para a Inglaterra a fim de melhorar sua posição contra os exclusionistas, porém acabou retirando o convite – algum tempo depois lorde Robert Spencer, 2.º Conde de Sunderland tentou sem sucesso trazer o príncipe mas agora para colocar pressão no rei. Mesmo assim Guilherme secretamente induziu os Estados Gerais a enviar uma Insunuação a Carlos, suplicando para o rei impedir que católicos sucedessem, sem explicitamente citar Jaime. Depois de reações indignadas do rei e o Duque de Iorque, o príncipe negou envolvimento.
Carlos morreu em 1685 e foi sucedido pelo irmão como Jaime II & VII. Guilherme inicialmente tentou uma abordagem conciliadora ao mesmo tempo que tentava não ofender os protestantes ingleses. Porém ele sempre estava procurando meios de enfraquecer a França e esperava que Jaime entrasse na Liga de Augsburgo, porém o rei inglês deixou claro em 1687 que não entraria em uma aliança anti-francesa. As relação dos dois piorou depois disso. Maria de Módena, segunda esposa de Jaime, anunciou em novembro que estava grávida. No mesmo mês, a fim de melhorar sua posição com os protestantes da Inglaterra, Guilherme escreveu uma carta aberta ao povo em que desaprovava a política pró-católica do rei de tolerância religiosa. Muitos políticos ingleses o viam como amigo, e mantinham há anos correspondências secretas com ele, e passaram a incentivar uma invasão armada da Inglaterra.

## Revolução Gloriosa

### Invasão da Inglaterra

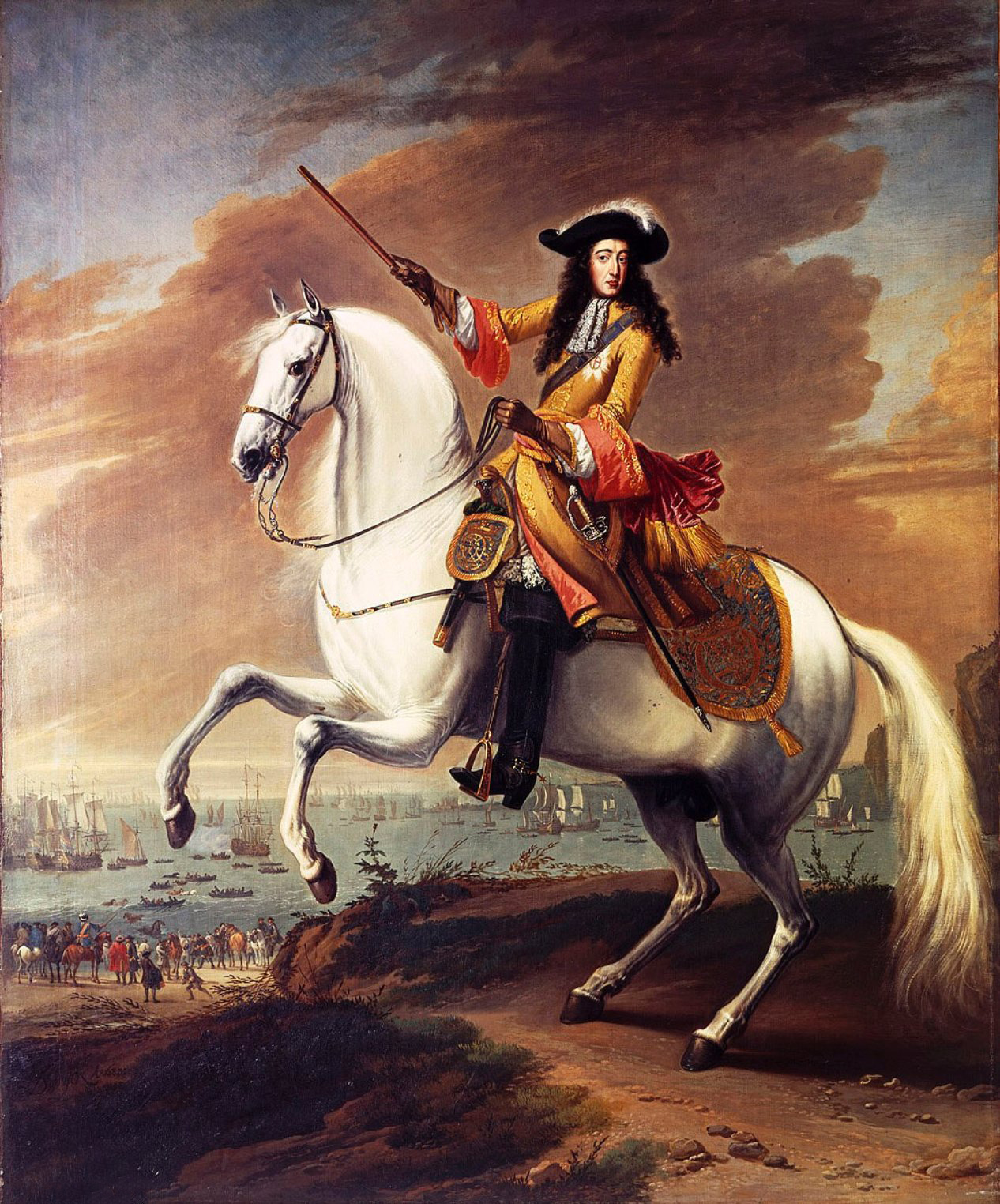
Chegada de Guilherme à Inglaterra por Jan Wyck, c. 1690.

Guilherme primeiramente era contra a perspectiva de uma invasão, porém atualmente a maioria dos historiadores concordam que ele começou a reunir uma força expedicionária em abril de 1688, já que havia ficado evidente que a França continuaria ocupada por suas campanhas na Germânia e na Península Itálica, dessa forma incapaz de realizar um ataque enquanto as tropas de Guilherme estivessem na Inglaterra. Ele acreditava que o povo inglês não receberia bem um invasor estrangeiro, então exigiu em uma carta ao contra-almirante Arthur Herbert que os mais eminentes protestantes ingleses lhe convidassem a invadir. Após uma série de abortos, Maria de Módena deu à luz em junho um filho chamado Jaime Francisco Eduardo, Príncipe de Gales, que tirou da primeira posição na sucessão a esposa protestante de Guilherme, Maria, aumentando ainda mais a perspectiva da continuação da monarquia católica. A raiva do povo também aumentou por causa do julgamento de sete bispos que haviam se oposto publicamente a Declaração de Indulgência de Jaime, que dava liberdade religiosa aos seus súditos, uma política que parecia ameaçar a Igreja Anglicana.
Em 30 de junho de 1688 – mesmo dia do indiciamento dos bispos – um grupo de políticos que ficaram conhecidos como os "Sete Imortais" enviaram um convite formal a Guilherme. Suas intenções de invadir tornaram-se de conhecimento público em setembro. Guilherme desembarcou em Brixham, sudoeste da Inglaterra, junto com o exército holandês em 5 de novembro de 1688. Ele saiu do navio Brielle e proclamou que "as liberdades da Inglaterra e da religião Protestante eu manterei". Guilherme desembarcou com aproximadamente onze mil soldados e quatro mil cavaleiros. O apoio a Jaime começou a desaparecer quase que imediatamente; oficiais protestantes desertaram do exército inglês (mais notavelmente lorde John Churchill, Barão Churchill de Eyemouth, o comandante militar mais capaz do rei) e nobres influentes por todo o país declararam seu apoio ao invasor.
Jaime inicialmente tentou resistir, porém seus esforços foram inúteis. Ele enviou representantes para negociar com Guilherme, porém tentou fugir secretamente em 11 de dezembro. Um grupo de pescadores o pegou e ele foi enviado de volta a Londres. Foi permitido que ele escapasse para a França em uma segunda tentativa no dia 23. Guilherme permitiu que Jaime fugisse por não querer transformá-lo em um mártir da causa católica.

### Proclamação

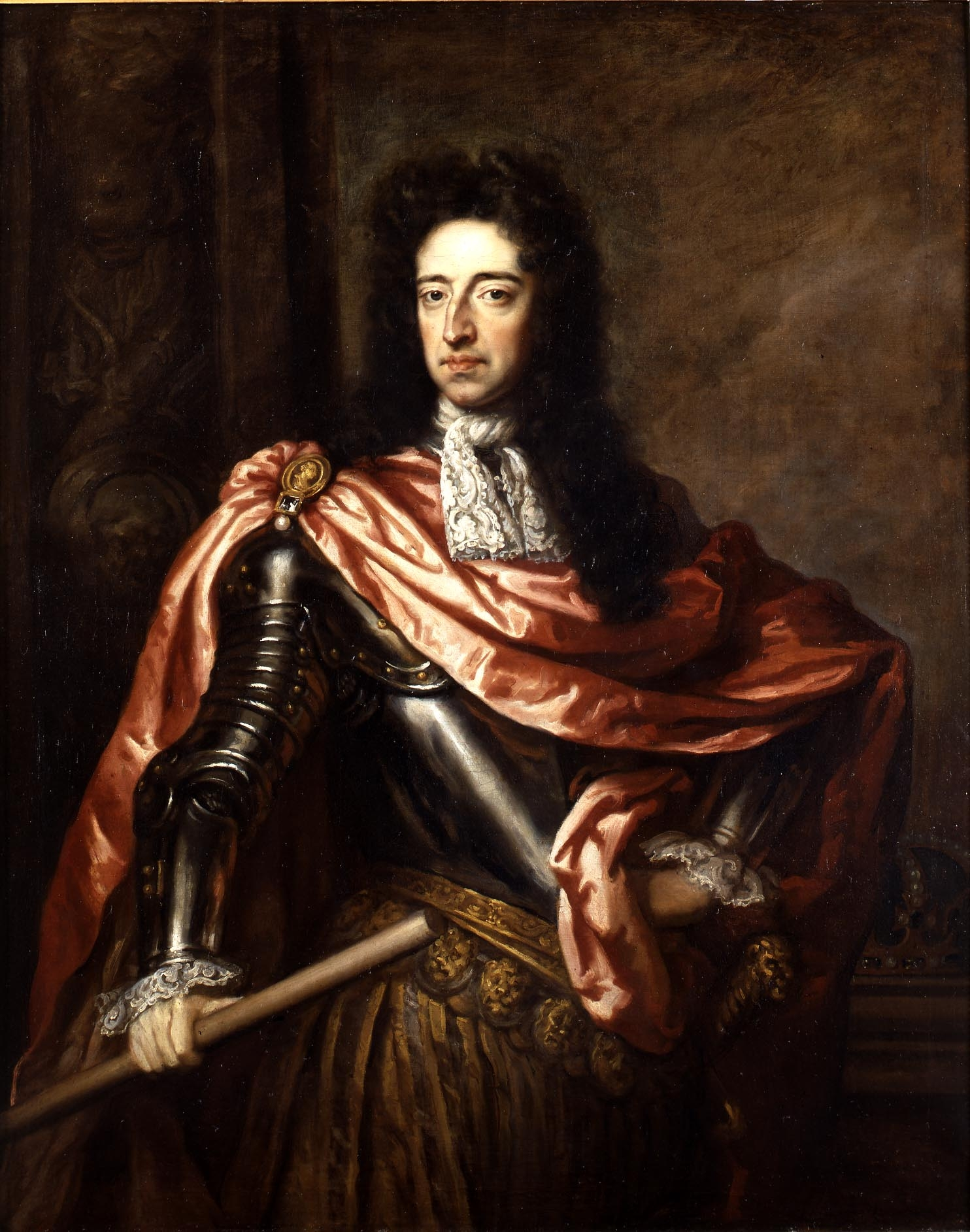
Guilherme por Godfrey Kneller.

Guilherme convocou o parlamento inglês para discutir o curso apropriado de ações após a fuga de Jaime. Ele que se reuniu em 22 de janeiro de 1689. Guilherme sentiu-se inseguro em sua posição; apesar de Maria estar em primeiro na linha sucessão ao trono, ele desejava reinar como rei em seu próprio direito ao invés de meramente como consorte. O único precedente na Inglaterra de uma monarquia conjunta vinha do século dezesseis, quando Maria I se casou com Filipe II de Espanha. Filipe permaneceu como rei apenas durante a vida de Maria I e com várias restrições sobre seus poderes. Por outro lado, Guilherme exigia que continuasse como rei mesmo após a morte de sua esposa. Ele inclusive ameaçou deixar o país quando a maioria dos políticos tories ameaçaram proclamar Maria como a única soberana. A própria Maria permaneceu fiel ao marido e recusou-se a aceitar a soberania.
A Câmara dos Comuns era de maioria Whig e rapidamente resolveu que o trono estava vago e que era mais seguro se o novo governante fosse protestante. A Câmara dos Lordes tinha maioria Tory e inicialmente não concordou, porém Guilherme se recusou a ser regente ou permanecer como rei apenas durante a vida de Maria, e assim houve mais negociações entre as duas câmaras até que os lordes concordaram por uma pequena margem que o trono estava vago. Os comuns forçaram o príncipe aceitar uma Declaração de Direitos e em 13 de fevereiro o parlamento emitiu uma declaração considerando que Jaime havia abdicado do governo do reino ao tentar fugir, dessa forma deixando o trono vago. A coroa não foi oferecida a Jaime Francisco Eduardo, que era o herdeiro aparente em circunstâncias normais, mas sim a Guilherme e Maria como co-monarcas. Entretanto, foi colocado que "o único e total exercício do poder real seja apenas executado pelo dito Príncipe de Orange em nome dos ditos Príncipe e Princesa durante sua vidas conjuntas".
Guilherme e Maria foram coroados na Abadia de Westminster em 11 de abril de 1689 por Henrique Compton, Bispo de Londres. Normalmente, a coroação é realizada pelo Arcebispo da Cantuária, porém o arcebispo da época Guilherme Sancroft se recusou a aceitar a remoção de Jaime. Guilherme também convocou o parlamento escocês, que se reuniu em 14 de março, e enviou uma carta conciliatória, enquanto Jaime enviou ordens arrogantes e intransigentes que ajudaram a maioria dos parlamentares a apoiar Guilherme. No mesmo dia da coroação inglesa os escoceses declararam que Jaime não era mais o Rei da Escócia. A coroa foi oferecida a Guilherme e Maria, que aceitaram em 11 de maio.

### Acordo da revolução

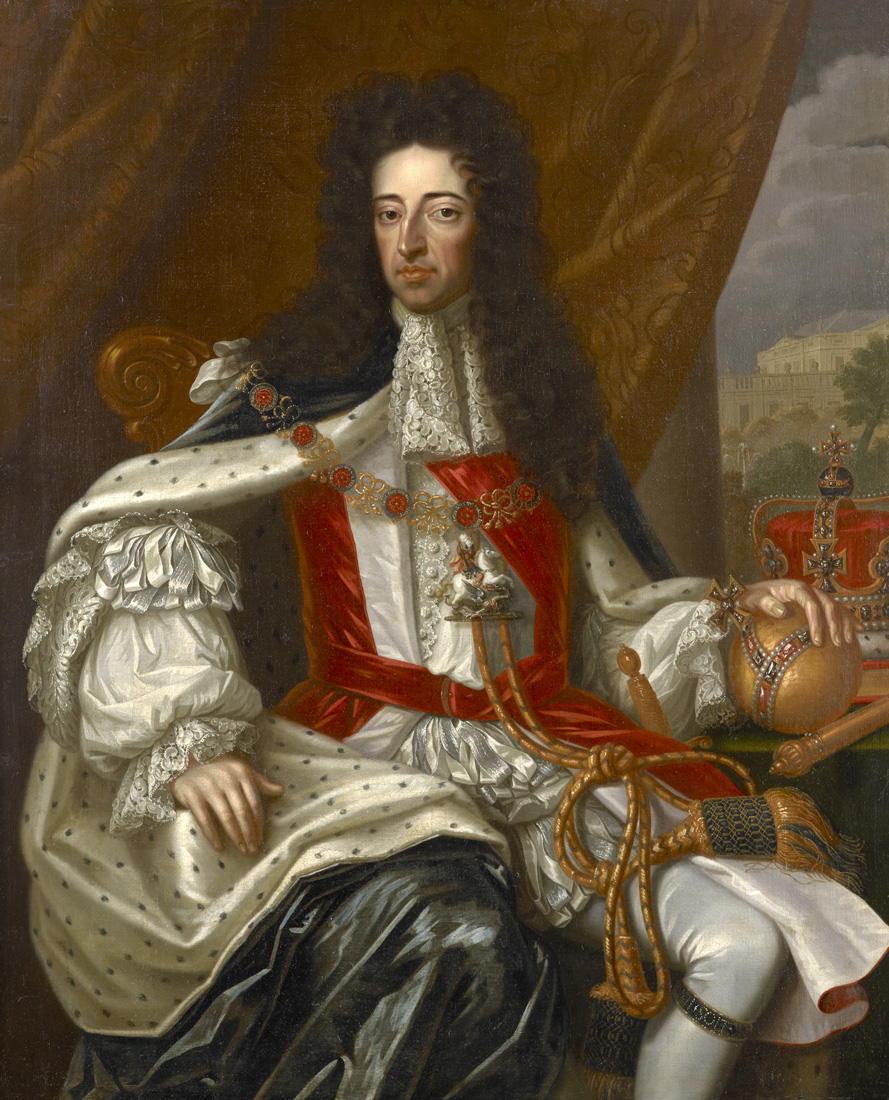
Guilherme c. 1690 por Franz van Stampart.

Guilherme encorajou a aprovação do Decreto de Tolerância, que garantia tolerância religiosa para certos protestantes não-conformistas. Porém, sua extensão não chegou aonde ele queria, ainda restringindo a liberdade religiosa dos católicos, dos não-trinitarianistas e dos de fé não-cristiana. Foi aprovada em dezembro de 1689 a Declaração de Direitos, um dos documentos constitucionais mais importantes da história da Inglaterra. Ela confirmava e reiterava muitas das estipulações da declaração anterior e estabelecia restrições na prerrogativa real. Ela ditava que o soberano não podia suspender leis aprovadas pelo parlamento, cobrar impostos sem consentimento parlamentar, violar o direito de petição, convocar um exército durante períodos de paz sem aprovação do parlamento, negar o direito de brasões a súditos protestantes, interferir indevidamente nas eleições, punir parlamentares das duas câmaras por qualquer coisa dita durante debates, exigir fianças excessivas e infligir punições cruéis ou indevidas. Guilherme era contra a imposição de tais restrições, porém concordou com o estatuto por não desejar entrar em conflito com o parlamento.
A Declaração de Direitos também estabelecia a questão da sucessão do trono. Após a morte de Guilherme ou Maria, o outro continuaria a reinar até sua morte. Em seguida na linha de sucessão estava a princesa Ana, irmã mais nova de Maria, e seus descendentes. Por fim, quaisquer filhos que Guilherme viesse a ter em algum casamento posterior entrariam na sucessão atrás de Ana. Excluídos da sucessão estavam quaisquer católicos e qualquer um que se casasse com um católico.

## Reinado com Maria II

### Resistências
Apesar da maior parte da Grã-Bretanha ter aceitado Guilherme e Maria como soberanos, uma minoria significante se recusou a reconhecer sua reivindicação ao trono, acreditando no direito divino dos reis que dizia que a autoridade do monarca vinha diretamente de Deus ao invés de ser delegada pelo parlamento. Pelos 57 anos seguintes os jacobitas defenderam a restauração de Jaime e seus sucessores. Várias pessoas, incluindo leigos e mais de quatrocentos clérigos e bispos das igrejas Anglicana e Episcopal Escocesa, se recusaram a prestar juramento de obediência aos novos monarcas.

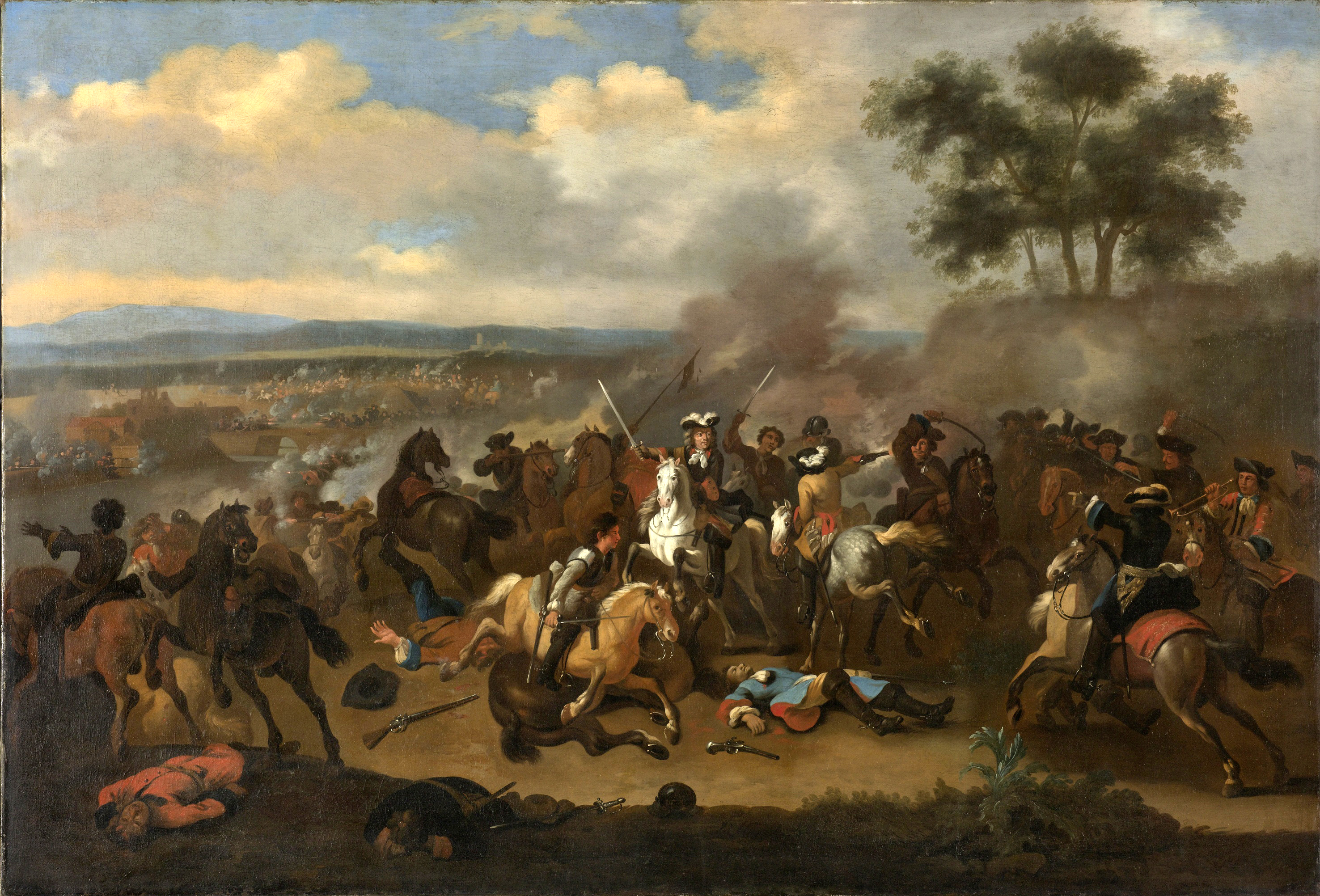
A Batalha do Boyne por Jan van Huchtenburg. No Rijksmuseum.

A Irlanda era controlada pelos católicos leais a Jaime e os franco-irlandeses jacobitas chegaram em março de 1689 com tropas francesas para participar do confronto e contestar a resistência protestante no Cerco de Derry. Guilherme enviou sua marinha em julho e seu exército desembarcou em agosto. Ele interveio pessoalmente quando o progresso parou e liderou suas forças para a vitória contra Jaime na Batalha do Boyne em 1 de julho de 1690. Jaime fugiu de volta para a França.
Ao voltar para a Inglaterra ele nomeou seu amigo o general Godert de Ginkell, que o acompanhou na Irlanda e liderou uma cavalaria holandesa no Boyne, como comandante chefe das forças na Irlanda com a responsabilidade de continuar a guerra. Ginkell assumiu seu posto na primavera de 1691 e, depois de várias batalhas, conseguiu recapturar as cidades de Galway e Limerick, efetivamente suprimindo as forças jacobitas irlandesas nos meses seguintes. Depois de difíceis negociações, o Tratado de Limerick foi assinado em 3 de outubro de 1691. A pacificação da Irlanda foi assim encerrada e Ginkell recebeu um agradecimento formal da Câmara dos Comuns por seus serviços e ganhou do rei o título de Conde de Athlone.
Uma série de levantes jacobitas ocorreram na Escócia, onde John Graham, 1.º Visconde Dundee, reuniu forças e conseguiu uma vitória em 27 de julho de 1689 na Batalha de Killiecrankie, porém morreu durante o combate e um mês depois as forças legalistas escocesas acabaram com o levante na Batalha de Dunkeld. Guilherme ofereceu perdão aos clãs escoceses que participaram do levante caso assinassem uma aliança até certo prazo, porém seu governo na Escócia puniu um atraso na assinatura do acordo realizando o Massacre de Glencoe em 12 de fevereiro de 1692, que ficou infâme na propaganda jacobita já que Guilherme havia rubricado as ordens. Cedendo para a opinião pública, o rei dispensou os responsáveis pelo massacre, apesar de ainda terem estima com ele; nas palavras do historiador lorde John Dalberg-Acton, 1.º Barão Acton: "um se tornou coronel, outro um cavaleiro, um terceiro um pariato e um quarto um conde". A reputação de Guilherme na Escócia sofreu maiores danos quando negou assistência inglesa para a Companhia Darién, uma colônia escocesa na América.

### Parlamento

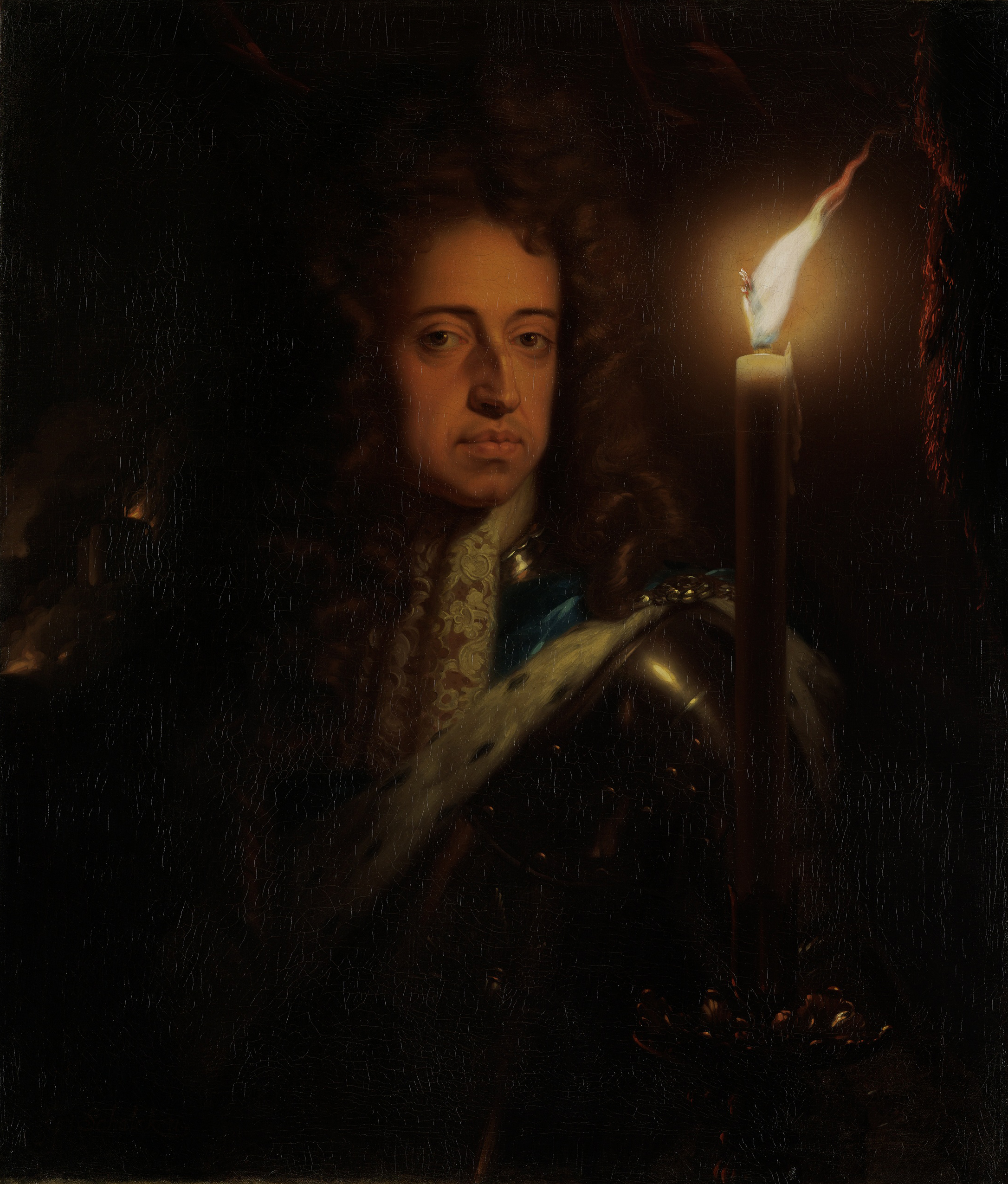
Guilherme c. 1692 por Gottfried Schalken. No Rijksmuseum.

Apesar dos whigs serem os maiores apoiadores de Guilherme, ele inicialmente era a favor de uma política de equilíbrio entre os whigs e tories. George Savile, 1.º Marquês de Halifax, homem conhecido por sua habilidade de traçar políticas moderadas, conseguiu a confiança do rei logo no começo. Os whigs eram maioria no parlamento e esperavam dominar o governo, ficando desapontados quando Guilherme lhes negou a chance. Essa abordagem "equilibrada" não durou depois de 1690, já que os dois partidos impossibilitaram o governo de ir atrás de alguma política efetiva, forçando o rei a convocar novas eleições no início daquele ano.
Guilherme começou a favorecer os tories depois das eleições de 1690. Apesar dos tories serem a favor de preservar as prerrogativas do rei, Guilherme os achou inflexíveis quando pediu para o parlamento apoiá-lo na guerra contra a França. Como resultado ele passou a preferir a facção whig conhecida como Junta. O governo whig foi responsável pela criação do Banco da Inglaterra seguindo o exemplo do Banco de Amsterdão. A decisão do rei de conferir em 1694 uma Carta Régia ao banco, uma instituição privada, é o seu legado econômico mais relevante.
Guilherme dissolveu o parlamento em 1695 e as novas eleições do mesmo ano elegeram uma maioria whig. Houve um considerável surto de apoio ao rei em 1696 depois de descoberta de uma conspiração jacobita para assassiná-lo. O parlamento aprovou um bill of attainder contra John Fenwick, o líder da conspiração, e ele foi decapitado no ano seguinte.

### Guerra na Europa
Guilherme continuou a se ausentar do reino por longos períodos durante sua guerra contra a França, partindo em cada primavera e voltando para a Inglaterra apenas no outono. A Inglaterra se juntou a Liga de Augsburgo, que então passou a ser conhecida como a Grande Aliança. Sua esposa Maria governava o reino enquanto ele estava longe lutando, porém sempre agia seguindo suas recomendações. Ela cedia o poder sem ressalvas sempre que ele voltava para a Inglaterra, um acordo que durou pelo restante da vida da rainha.
Os aliados controlaram os mares por um curto período em 1692 depois da frota anglo-holandesa ter derrotado os franceses na Batalha de La Hogue. Ao mesmo tempo a Grande Aliança foi mal em terra, com Guilherme perdendo a cidade de Namur nos Países Baixos Espanhóis e sofrendo uma grande derrota na Batalha de Landen em 1693.

## Reinado sozinho
Maria morreu de varíola em 28 de dezembro de 1694, deixando Guilherme reinando sozinho. Ele lamentou profundamente a morte da esposa. Sua popularidade diminuiu muito durante seu tempo como o único monarca, mesmo tendo se convertido ao anglicanismo.

### Alegações de homossexualidade

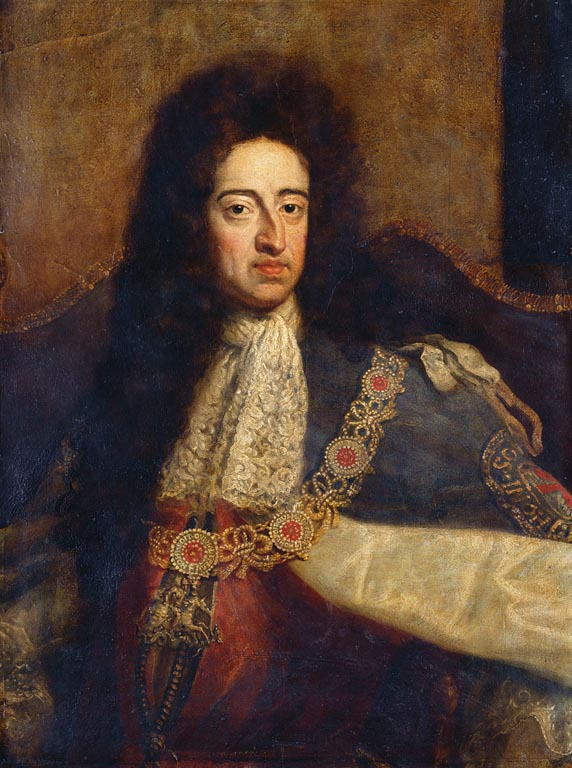
Guilherme c. 1695 por Godfrey Kneller. Na Royal Collection.

Rumores surgiram na década de 1690 sobre as supostas inclinações homossexuais de Guilherme, levando a publicação de vários panfletos jacobitas satirizando a insinuação. Ele tinha vários conhecidos homens com quem era muito próximo, incluindo dois cortesãos holandeses que receberam títulos ingleses: William Bentinck que virou o Conde de Portland, e Arnold Joost van Keppel que foi criado Conde de Albemarle. Essas relações com amigos homens e a aparente falta de mais de uma amante levaram os inimigos de Guilherme a sugerirem que ele poderia preferir relações homossexuais. Entretanto, os biógrafos modernos do rei ainda discordam entre si sobre a veracidade dessas alegações, com muitos afirmando que eram apenas fábulas das imaginações de seus inimigos, enquanto outros sugerem que poderia existir certa verdade nos rumores.
A proximidade de Bentinck com Guilherme gerou ciúmes na corte, porém a maioria dos historiadores modernos duvidam que tenha existido algum elemento homossexual na relação dos dois. O jovem Keppel criou mais fofocas e suspeitas, sendo vinte anos mais novo que o rei e considerado atraente, tendo sido elevado com certa facilidade de pajem real para conde. Bentinck escreveu a Guilherme em 1697 que "a bondade que Vossa Majestade tem por um jovem, e o modo em que parece autorizar suas liberdades [...] fazem o mundo dizer coisas que me envergonho de ouvir". Isso, segundo ele, estava "manchando uma reputação que nunca antes havia estado sujeita a tais acusações". O rei secamente negava tais sugestões, dizendo que "Parece-me muito extraordinário que deva ser impossível ter estima e consideração por um jovem sem ser criminoso".

### Paz com a França

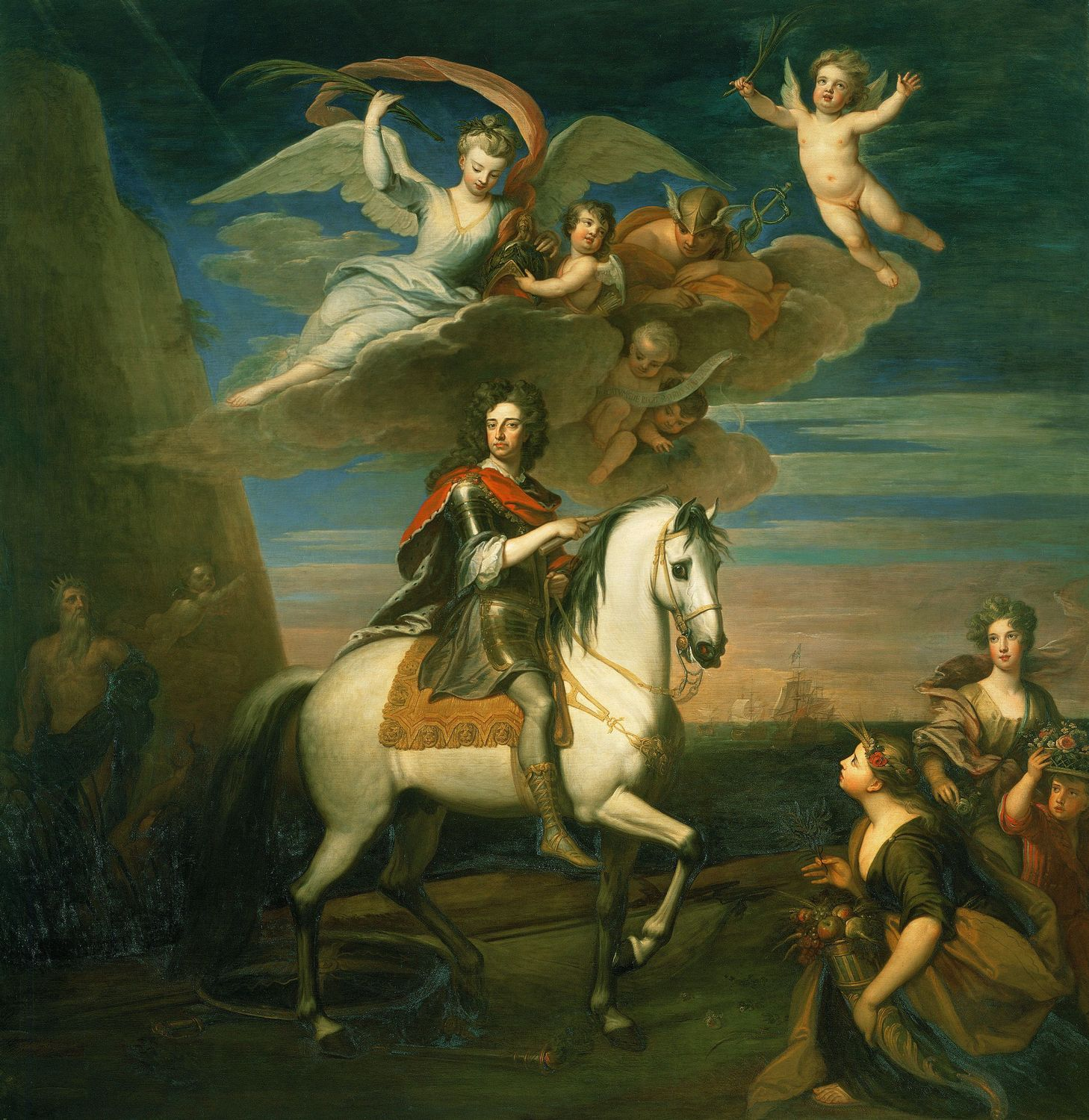
Guilherme a cavalo em 1701 por Godfrey Kneller. Este retrato foi encomendado para celebrar o Tratado de Rijswijk e o sucesso do rei como um pacificador. Na Royal Collection.

O território de Drente nomeou Guilherme como seu estatuder em 1696. No mesmo ano os jacobitas planejaram assassiná-lo em uma tentativa de restaurar Jaime ao trono, porém falharam. O Tratado de Rijswijk foi assinado em setembro de 1697, encerrando a Guerra dos Nove Anos, e pelos termos do acordo Luís XIV reconheceu Guilherme como rei e não prestou mais auxílio a Jaime.
Guilherme, assim como muitos outros governantes europeus, começou a ficar preocupado sobre a questão da sucessão do trono espanhol, que trazia consigo grandes territórios na Península Itálica, Países Baixos e Novo Mundo. O rei Carlos II de Espanha era um inválido e sem perspectivas de ter filhos; dentre seus parentes mais próximos estavam Luís e o imperador Leopoldo I do Sacro Império Romano-Germânico. Guilherme tentou impedir que o trono espanhol fosse para qualquer um dos monarcas, temendo que isso fosse desestabilizar o equilíbrio de poder. Os reis inglês e francês concordaram com o Tratado de Haia, que ditava a divisão do Império Espanhol: o duque José Fernando da Baviera herdaria a Espanha, enquanto a França e o Sacro Império dividiriam o restante dos territórios entre si. Carlos aceitou a nomeação de José Fernando sucessor e a guerra aparentemente foi evitada.
Entretanto, a questão ressurgiu quando José Fernando morreu de varíola em 1699. No ano seguinte foi assinado o Tratado de Londres, em que os territórios italianos da Espanha passariam para um dos filhos do rei da França, enquanto os outros territórios espanhóis ficariam com um dos filhos do sacro imperador. Esse acordo acabou enfurecendo tanto os espanhóis, que queriam impedir a dissolução de seu império, quanto Leopoldo, que considerava os territórios italianos muitos mais valiosos que os outros. Carlos inesperadamente interferiu em seu leito de morte no final de 1700, unilateralmente desejando que todos os territórios espanhóis fossem herdados por Filipe, Duque de Anjou e neto de Luís XIV. Os franceses convenientemente ignoraram o Tratado de Londres e reivindicaram todo o Império Espanhol. Além disso, Luís alienou Guilherme ao reconhecer Jaime Francisco Eduardo Stuart como o verdadeiro rei da Inglaterra. O conflito subsequente, conhecido como a Guerra da Sucessão Espanhola, durou até 1713.

### Sucessão
A sucessão espanhola não era a única preocupação de Guilherme. Sua casamento com Maria não havia gerado filhos e não parecia provável que ele se casasse outra vez. Ana, irmã mais nova de Maria, teve vários filhos e todos morreram ainda crianças. A morte em 1700 do príncipe Guilherme, Duque de Gloucester, deixou Ana como a única pessoa restante na linha de sucessão ditada pela Declaração de Direitos. Já que o fim da linha sucessória encorajaria a restauração da linhagem de Jaime II & VII, o parlamento inglês aprovou o Decreto de Estabelecimento de 1701, que ditava que caso Ana morresse sem deixar filhos e Guilherme não conseguisse ter descendentes por algum casamento posterior, a coroa seria herdada pela eleitora Sofia de Hanôver, neta do rei Jaime VI & I, e seus herdeiros protestantes. O decreto barrava católicos de ascenderem ao trono, excluindo vários parentes mais próximos de Maria e Ana do que Sofia. Porém o decreto valia apenas para a Inglaterra e a Irlanda, não à Escócia, cujo parlamento não havia sido consultado sobre a seleção de Sofia.

## Morte
Guilherme morreu no dia 8 de março de 1702 de uma pneumonia, uma complicação de uma clavícula quebrada durante uma queda do cavalo. Já que seu cavalo havia tropeçado na toca de uma toupeira, muitos jacobinos brindaram ao "pequeno cavalheiro de colete de veludo preto". Séculos depois, sir Winston Churchill escreveu em seu livro Uma História dos Povos de Língua Inglesa que a queda "abriu a porta para uma tropa de inimigos à espreita". Guilherme foi enterrado na Capela de Henrique VII na Abadia de Westminster ao lado de sua esposa; um monumento ao casal foi planejado, porém nunca erguido.
Sua morte levou ao fim a Casa de Orange, cujos membros haviam servido como estatuderes da Holanda e das outras províncias desde a época de Guilherme I. Todas as cinco províncias que Guilherme era estatuder – Holanda, Zelândia, Utreque, Guéldria e Overissel – suspenderam o cargo com sua morte. Sob seu testamento, seu sobrinho e parente mais próximo João Guilherme Friso herdou o Principado de Orange além de vários outros títulos nos Países Baixos. Entretanto, o rei Frederico I da Prússia também reivindicou o principado como principal herdeiro cognático de sua mãe Luísa Henriqueta de Orange-Nassau, filha mais velha de Frederico Henrique, Príncipe de Orange. Sob o Tratado de Utrecht de 1713, Frederico Guilherme I da Prússia cedeu sua reivindicação territorial a Luís XIV, mantendo apenas o título; Guilherme IV, filho de Friso, concordou em partilhar com o rei prussiano o título de "Príncipe de Orange", que havia acumulado grande prestígio nos Países Baixos e no mundo protestante.

## Legado

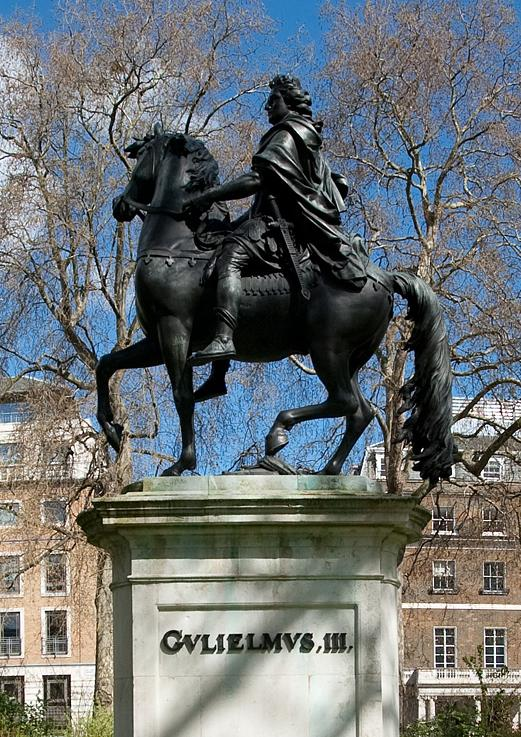
Estátua de Guilherme em Londres.

A principal realização de Guilherme foi a contenção da França quando ela estava em posição de impor sua vontade pela Europa. Seu objetivo de vida foi ir ao encontro de Luís XIV. Esse esforço continuou depois da sua morte durante a Guerra da Sucessão Espanhola. Outra importante consequência de seu reinado na Inglaterra envolveu o encerramento do conflito entre coroa e parlamento que vinha ocorrendo desde a ascensão a Jaime VI & I em 1603. O conflito entre poder real e parlamentar havia levado à Guerra Civil Inglesa na década de 1640 e a própria Revolução Gloriosa em 1688. Entretanto, o conflito foi encerrado em favor do parlamento com a Declaração de Direitos de 1689, o Decreto Trienal de 1694 e o Decreto de Estabelecimento de 1701.
Guilherme e Maria patrocinaram em 1693 a Faculdade de William e Mary (na atual Williamsburg, Virgínia, Estados Unidos). A cidade de Nassau, capital das Bahamas, foi nomeada em homenagem ao Forte Nassau, que por sua vez foi renomeado em 1695 em homenagem do rei. Similarmente, o Condado de Nassau em Long Island, Nova Iorque, também tem esse nome por sua causa. A própria Long Island era conhecida como Nassau durante os tempos de domínio holandês. Apesar de muitos alunos da Universidade de Princeton acreditarem que a cidade de Princeton foi nomeada em homenagem a Guilherme, isso provavelmente não é verdade. Porém, o campus Nassau Hall da universidade foi sim nomeado em sua homenagem.
A cidade de Nova Iorque foi brevemente renomeada em 1673 para Nova Orange em homenagem a Guilherme depois dos holandeses terem capturado o local das mãos dos ingleses. Seu nome foi aplicado ao forte e centro administrativo da cidade em duas ocasiões separadas refletindo suas diferentes situações como soberano: primeiro em 1673 como Forte Guilherme Henrique, depois em 1691 apenas como Forte Guilherme.

## Títulos, estilos e brasões

### Títulos e estilos
- 4 de novembro de 1650 – 9 de julho de 1672: "Sua Alteza,[143] o Príncipe de Orange, Conde de Nassau"[144]
- 9 a 16 de julho de 1672: "Sua Alteza, o Príncipe de Orange, Estatuder da Holanda"
- 16 de julho de 1672 – 26 de abril de 1674: "Sua Alteza, o Príncipe de Orange, Estatuder da Holanda e Zelândia"
- 26 de abril de 1674 – 8 de março de 1702: "Sua Alteza, o Príncipe de Orange, Estatuder da Holanda, Zelândia, Utreque, Guéldria e Overissel"
- 13 de fevereiro de 1689 – 8 de março de 1702: "Sua Majestade, o Rei"

Nos Países Baixos, seu título completo a partir de 1674 foi: "Guilherme III, pela Graça de Deus, Príncipe de Orange, Conde de Nassau, etc., Estatuder da Holanda, Zelândia, Utreque, etc., Capitão e Almirante-General dos Países Baixos Unidos". Ao ascenderem aos tronos inglês, escocês e irlandês, Guilherme e Maria usaram os títulos de: "Guilherme e Maria, pela Graça de Deus, Rei e Rainha da Inglaterra, Escócia, França e Irlanda, Defensores da Fé, etc." Após a morte de Maria em 1694, sua menção nos títulos foi retirada deixando apenas Guilherme.

### Brasões
O brasão de armas usado pelo rei e rainha era: Esquatrelado, I e IV grandesquatrelado, azure três flores-de-lis (pela França) e goles três leões or passant guardant em pala (pela Inglaterra); II or um leão rampant dentro de um tressure flory-contra-flory goles (pela Escócia); III azure uma harpa or com cordas argente (pela Irlanda); em cima de tudo um escudo interior azure com um leão rampant or (pela Casa de Orange-Nassau). Após a morte de Maria seu quartel foi retirado do brasão real deixando apenas o de Guilherme, que passou a usar como lema Je Maintiendrai (francês medieval de "Eu Manterei"), lema da Casa de Orange-Nassau.
| Brasão de Guilherme III como Príncipe de Orange | Brasão de Guilherme III e Maria II como co-monarcas | Brasão de Guilherme II e Maria II na Escócia como co-monarcas | Brasão de Guilherme III como único monarca | Brasão de Guilherme II na Escócia como único monarca |

## Árvore genealógica
|                            |                            |                            |                            |                            |                            |  |  |                            |                            |                            |                            |                              |                              |                              |                              |                                |                                |                                |                                |                                |                                |                  |                  |                        |                        |                        |                        |                              |                              |                              |                              |                              |                              |                 |                 |                 |                 |  |  |                     |                     |                     |                     |                     |                     |  |  | Jaime VI & I 1566–1625   |                          |                          |                          |                          |                          |  |  |                                   |                                   |                                   |                                   |                                   |                                   |  |  |  |  |  |  |  |  |
|                            |                            |                            |                            |                            |                            |  |  |                            |                            |                            |                            |                              |                              |                              |                              |                                |                                |                                |                                |                                |                                |                  |                  |                        |                        |                        |                        |                              |                              |                              |                              |                              |                              |                 |                 |                 |                 |  |  |                     |                     |                     |                     |                     |                     |  |  |                          |                          |                          |                          |                          |                          |  |  |                                   |                                   |                                   |                                   |                                   |                                   |  |  |  |  |  |  |  |  |
|                            |                            |                            |                            |                            |                            |  |  |                            |                            |                            |                            |                              |                              |                              |                              |                                |                                |                                |                                |                                |                                |                  |                  |                        |                        |                        |                        |                              |                              |                              |                              |                              |                              |                 |                 |                 |                 |  |  |                     |                     |                     |                     |                     |                     |  |  |                          |                          |                          |                          |                          |                          |  |  |                                   |                                   |                                   |                                   |                                   |                                   |  |  |  |  |  |  |  |  |
|                            |                            |                            |                            |                            |                            |  |  |                            |                            |                            |                            | Frederico Henrique 1584–1647 | Frederico Henrique 1584–1647 | Frederico Henrique 1584–1647 | Frederico Henrique 1584–1647 | Frederico Henrique 1584–1647   | Frederico Henrique 1584–1647   |                                |                                | Amália 1602–1675               | Amália 1602–1675               | Amália 1602–1675 | Amália 1602–1675 | Amália 1602–1675       | Amália 1602–1675       |                        |                        |                              |                              |                              |                              |                              |                              |                 |                 |                 |                 |  |  | Carlos I 1600–1649  | Carlos I 1600–1649  | Carlos I 1600–1649  | Carlos I 1600–1649  | Carlos I 1600–1649  | Carlos I 1600–1649  |  |  |                          |                          |                          |                          |                          |                          |  |  | Isabel 1596–1662                  | Isabel 1596–1662                  | Isabel 1596–1662                  | Isabel 1596–1662                  | Isabel 1596–1662                  | Isabel 1596–1662                  |  |  |  |  |  |  |  |  |
|                            |                            |                            |                            |                            |                            |  |  |                            |                            |                            |                            | Frederico Henrique 1584–1647 | Frederico Henrique 1584–1647 | Frederico Henrique 1584–1647 | Frederico Henrique 1584–1647 | Frederico Henrique 1584–1647   | Frederico Henrique 1584–1647   |                                |                                | Amália 1602–1675               | Amália 1602–1675               | Amália 1602–1675 | Amália 1602–1675 | Amália 1602–1675       | Amália 1602–1675       |                        |                        |                              |                              |                              |                              |                              |                              |                 |                 |                 |                 |  |  | Carlos I 1600–1649  | Carlos I 1600–1649  | Carlos I 1600–1649  | Carlos I 1600–1649  | Carlos I 1600–1649  | Carlos I 1600–1649  |  |  |                          |                          |                          |                          |                          |                          |  |  | Isabel 1596–1662                  | Isabel 1596–1662                  | Isabel 1596–1662                  | Isabel 1596–1662                  | Isabel 1596–1662                  | Isabel 1596–1662                  |  |  |  |  |  |  |  |  |
|                            |                            |                            |                            |                            |                            |  |  |                            |                            |                            |                            |                              |                              |                              |                              |                                |                                |                                |                                |                                |                                |                  |                  |                        |                        |                        |                        |                              |                              |                              |                              |                              |                              |                 |                 |                 |                 |  |  |                     |                     |                     |                     |                     |                     |  |  |                          |                          |                          |                          |                          |                          |  |  |                                   |                                   |                                   |                                   |                                   |                                   |  |  |  |  |  |  |  |  |
|                            |                            |                            |                            |                            |                            |  |  |                            |                            |                            |                            |                              |                              |                              |                              |                                |                                |                                |                                |                                |                                |                  |                  |                        |                        |                        |                        |                              |                              |                              |                              |                              |                              |                 |                 |                 |                 |  |  |                     |                     |                     |                     |                     |                     |  |  |                          |                          |                          |                          |                          |                          |  |  |                                   |                                   |                                   |                                   |                                   |                                   |  |  |  |  |  |  |  |  |
| Frederico Nassau 1608–1672 | Frederico Nassau 1608–1672 | Frederico Nassau 1608–1672 | Frederico Nassau 1608–1672 | Frederico Nassau 1608–1672 | Frederico Nassau 1608–1672 |  |  | Luísa Henriqueta 1627–1667 | Luísa Henriqueta 1627–1667 | Luísa Henriqueta 1627–1667 | Luísa Henriqueta 1627–1667 | Luísa Henriqueta 1627–1667   | Luísa Henriqueta 1627–1667   |                              |                              | Albertina Inês 1634–1696       | Albertina Inês 1634–1696       | Albertina Inês 1634–1696       | Albertina Inês 1634–1696       | Albertina Inês 1634–1696       | Albertina Inês 1634–1696       |                  |                  | Guilherme II 1626–1650 | Guilherme II 1626–1650 | Guilherme II 1626–1650 | Guilherme II 1626–1650 | Guilherme II 1626–1650       | Guilherme II 1626–1650       |                              |                              | Maria 1631–1660              | Maria 1631–1660              | Maria 1631–1660 | Maria 1631–1660 | Maria 1631–1660 | Maria 1631–1660 |  |  | Carlos II 1630–1685 | Carlos II 1630–1685 | Carlos II 1630–1685 | Carlos II 1630–1685 | Carlos II 1630–1685 | Carlos II 1630–1685 |  |  | Jaime II & VII 1633–1701 | Jaime II & VII 1633–1701 | Jaime II & VII 1633–1701 | Jaime II & VII 1633–1701 | Jaime II & VII 1633–1701 | Jaime II & VII 1633–1701 |  |  | Sofia 1630–1714                   | Sofia 1630–1714                   | Sofia 1630–1714                   | Sofia 1630–1714                   | Sofia 1630–1714                   | Sofia 1630–1714                   |  |  |  |  |  |  |  |  |
| Frederico Nassau 1608–1672 | Frederico Nassau 1608–1672 | Frederico Nassau 1608–1672 | Frederico Nassau 1608–1672 | Frederico Nassau 1608–1672 | Frederico Nassau 1608–1672 |  |  | Luísa Henriqueta 1627–1667 | Luísa Henriqueta 1627–1667 | Luísa Henriqueta 1627–1667 | Luísa Henriqueta 1627–1667 | Luísa Henriqueta 1627–1667   | Luísa Henriqueta 1627–1667   |                              |                              | Albertina Inês 1634–1696       | Albertina Inês 1634–1696       | Albertina Inês 1634–1696       | Albertina Inês 1634–1696       | Albertina Inês 1634–1696       | Albertina Inês 1634–1696       |                  |                  | Guilherme II 1626–1650 | Guilherme II 1626–1650 | Guilherme II 1626–1650 | Guilherme II 1626–1650 | Guilherme II 1626–1650       | Guilherme II 1626–1650       |                              |                              | Maria 1631–1660              | Maria 1631–1660              | Maria 1631–1660 | Maria 1631–1660 | Maria 1631–1660 | Maria 1631–1660 |  |  | Carlos II 1630–1685 | Carlos II 1630–1685 | Carlos II 1630–1685 | Carlos II 1630–1685 | Carlos II 1630–1685 | Carlos II 1630–1685 |  |  | Jaime II & VII 1633–1701 | Jaime II & VII 1633–1701 | Jaime II & VII 1633–1701 | Jaime II & VII 1633–1701 | Jaime II & VII 1633–1701 | Jaime II & VII 1633–1701 |  |  | Sofia 1630–1714                   | Sofia 1630–1714                   | Sofia 1630–1714                   | Sofia 1630–1714                   | Sofia 1630–1714                   | Sofia 1630–1714                   |  |  |  |  |  |  |  |  |
|                            |                            |                            |                            |                            |                            |  |  |                            |                            |                            |                            |                              |                              |                              |                              |                                |                                |                                |                                |                                |                                |                  |                  |                        |                        |                        |                        |                              |                              |                              |                              |                              |                              |                 |                 |                 |                 |  |  |                     |                     |                     |                     |                     |                     |  |  |                          |                          |                          |                          |                          |                          |  |  |                                   |                                   |                                   |                                   |                                   |                                   |  |  |  |  |  |  |  |  |
|                            |                            |                            |                            |                            |                            |  |  |                            |                            |                            |                            |                              |                              |                              |                              |                                |                                |                                |                                |                                |                                |                  |                  |                        |                        |                        |                        |                              |                              |                              |                              |                              |                              |                 |                 |                 |                 |  |  |                     |                     |                     |                     |                     |                     |  |  |                          |                          |                          |                          |                          |                          |  |  |                                   |                                   |                                   |                                   |                                   |                                   |  |  |  |  |  |  |  |  |
|                            |                            |                            |                            |                            |                            |  |  | Frederico I 1657–1713      | Frederico I 1657–1713      | Frederico I 1657–1713      | Frederico I 1657–1713      | Frederico I 1657–1713        | Frederico I 1657–1713        |                              |                              | Henrique Casimiro II 1657–1696 | Henrique Casimiro II 1657–1696 | Henrique Casimiro II 1657–1696 | Henrique Casimiro II 1657–1696 | Henrique Casimiro II 1657–1696 | Henrique Casimiro II 1657–1696 |                  |                  |                        |                        |                        |                        | Guilherme III & II 1650–1702 | Guilherme III & II 1650–1702 | Guilherme III & II 1650–1702 | Guilherme III & II 1650–1702 | Guilherme III & II 1650–1702 | Guilherme III & II 1650–1702 |                 |                 |                 |                 |  |  | Maria II 1662–1694  | Maria II 1662–1694  | Maria II 1662–1694  | Maria II 1662–1694  | Maria II 1662–1694  | Maria II 1662–1694  |  |  | Ana 1665–1714            | Ana 1665–1714            | Ana 1665–1714            | Ana 1665–1714            | Ana 1665–1714            | Ana 1665–1714            |  |  | Jaime Francisco Eduardo 1688–1766 | Jaime Francisco Eduardo 1688–1766 | Jaime Francisco Eduardo 1688–1766 | Jaime Francisco Eduardo 1688–1766 | Jaime Francisco Eduardo 1688–1766 | Jaime Francisco Eduardo 1688–1766 |  |  |  |  |  |  |  |  |
|                            |                            |                            |                            |                            |                            |  |  | Frederico I 1657–1713      | Frederico I 1657–1713      | Frederico I 1657–1713      | Frederico I 1657–1713      | Frederico I 1657–1713        | Frederico I 1657–1713        |                              |                              | Henrique Casimiro II 1657–1696 | Henrique Casimiro II 1657–1696 | Henrique Casimiro II 1657–1696 | Henrique Casimiro II 1657–1696 | Henrique Casimiro II 1657–1696 | Henrique Casimiro II 1657–1696 |                  |                  |                        |                        |                        |                        | Guilherme III & II 1650–1702 | Guilherme III & II 1650–1702 | Guilherme III & II 1650–1702 | Guilherme III & II 1650–1702 | Guilherme III & II 1650–1702 | Guilherme III & II 1650–1702 |                 |                 |                 |                 |  |  | Maria II 1662–1694  | Maria II 1662–1694  | Maria II 1662–1694  | Maria II 1662–1694  | Maria II 1662–1694  | Maria II 1662–1694  |  |  | Ana 1665–1714            | Ana 1665–1714            | Ana 1665–1714            | Ana 1665–1714            | Ana 1665–1714            | Ana 1665–1714            |  |  | Jaime Francisco Eduardo 1688–1766 | Jaime Francisco Eduardo 1688–1766 | Jaime Francisco Eduardo 1688–1766 | Jaime Francisco Eduardo 1688–1766 | Jaime Francisco Eduardo 1688–1766 | Jaime Francisco Eduardo 1688–1766 |  |  |  |  |  |  |  |  |
|                            |                            |                            |                            |                            |                            |  |  |                            |                            |                            |                            |                              |                              |                              |                              |                                |                                |                                |                                |                                |                                |                  |                  |                        |                        |                        |                        |                              |                              |                              |                              |                              |                              |                 |                 |                 |                 |  |  |                     |                     |                     |                     |                     |                     |  |  |                          |                          |                          |                          |                          |                          |  |  |                                   |                                   |                                   |                                   |                                   |                                   |  |  |  |  |  |  |  |  |
|                            |                            |                            |                            |                            |                            |  |  |                            |                            |                            |                            |                              |                              |                              |                              | João Guilherme Friso 1687–1711 | João Guilherme Friso 1687–1711 | João Guilherme Friso 1687–1711 | João Guilherme Friso 1687–1711 | João Guilherme Friso 1687–1711 | João Guilherme Friso 1687–1711 |                  |                  |                        |                        |                        |                        |                              |                              |                              |                              |                              |                              |                 |                 |                 |                 |  |  |                     |                     |                     |                     |                     |                     |  |  | Guilherme 1689–1700      | Guilherme 1689–1700      | Guilherme 1689–1700      | Guilherme 1689–1700      | Guilherme 1689–1700      | Guilherme 1689–1700      |  |  |                                   |                                   |                                   |                                   |                                   |                                   |  |  |  |  |  |  |  |  |